# Йоганн фон Гіллер
Йоганн Фрайгерр фон Гіллер (1754 — 5 червня 1819, Львів, Королівство Галичини та Володимирії) — австрійський військовик, генерал, командор Військового ордену Марії Терезії.

## Ранні роки
Відомості про місце і рік народження Гіллера різняться; серед версій — 1748 року у Модені чи Вінер-Нойштадті і 10 червня 1754 року під Бродами в Галичині.
Йоганн фон Гіллер був сином полковника, який розпочав кар'єру рядовим і був останнім командиром у Бродах. У 15 років став курсантом 8-го піхотного полку. Брав участь у війні за баварську спадщину.

## Військова кар'єра
Підвищений у званні до лейтенанта у 1783 році. Будучи капітаном Вараждинського прикордонного полку, він брав участь у австро-турецькій війні під командуванням генералісимуса Ернста Гідеона Лаудона, став майором і підполковником та отримав Військовий орден Марії Терезії за штурм Нового Града в 1788 році. За заслуги в облозі Градишки в 1789 році отримав звання полковника. Як кавалер ордену Марії Терезії, він був підвищений до статусу барона в 1789 році. У 1790 році Лаудон призначив його своїм генерал-ад'ютантом. З 1794 року він був генерал-майором, у 1796 році командував бригадою Рейнської армії і брав участь у війні першої антифранцузької коаліції в Нідерландах, Італії та Німеччині до 1801 року. Він був поранений у ногу в битві під Цюрихом у 1799 році і відтоді шкутильгав.
У 1805 році він був підвищений до фельдмаршала і призначений генерал-командувачем у Тіролі і Форарльберзі. У 1807 році Йоганн фон Гіллер став генералом-командувачем Хорватської Військової границі в Карлштадті (нині Карловаць) і Вараждині. Коли в 1809 році почалася нова війна проти Наполеона, він став командувачем 6-го армійського корпусу Габсбургів. Після капітуляції Ульма він отримав бойове завдання об'єднатися з основною армією ерцгерцога Карла Тешенського. Йому вдалося це зробити шляхом спритного відступу до Південної Штирії. На початку війни 1809 року очолив VI Армійський корпус в армії ерцгерцога Карла. Потім йому підпорядкували інші військові з'єднання, так що він командував усіма військами в Баварії та Верхній Австрії. 20 квітня війська Наполеона напали на нього під Ландсгутом і змусили відступати. Однак він зумів почати відступ організовано та за дисципліни серед солдатів і залишити військо боєздатним. Це дозволило йому 24 квітня перемогти французів під керівництвом Жана-Батиста Бессьєра в Ноймаркт-Занкт-Файті. За цей бойовий акт він був нагороджений Командорським хрестом Військового ордена Марії Терезії. Він повернувся до Лінца через Бурггаузен 3 травня. Травень увінчався успіхом у битві під Ебельсбергом. У битві при Асперні 21—22 травня очолив праве крило і після запеклих боїв відкинув ворога від міста. Місце переходило з рук в руки дев'ять разів, але, зрештою, Гіллер зміг утриматися там. Після перемоги він отримав звання фельдцеугмайстера. Перед битвою при Ваграмі він залишив своє командування «через раптову і серйозну хворобу» (але насправді, ймовірно, через розбіжності з ерцгерцогом Карлом).
Під час кампанії 1813 року йому було доручено командувати армією у Внутрішній Австрії, яка пізніше стала «Італійською армією». Хоча Ежен Богарне перевершував його розмірами війська, Гіллер зміг відкинути його через Тарвізіо на рівнину і далі через Віченцу до Верони. Однак самому взяти місто йому не вдалося. У 1814 році, коли він був хворий, він був призначений генералом-командувачем у Трансільванії, а потім у Королівстві Галичини та Володимирії. Помер у Львові 5 червня 1819 року після тривалої хвороби. Йоганна фон Гіллера називали «Йозефом Радецьким свого часу», тому що він не тільки досяг успіхів у війську, але також, як і Радецький, користувався особливою популярністю серед солдатів через своє ставлення до війська.

## Вшанування пам'яті
У 1896 році у Леопольдштадті у Відні одну з вулиць було названо Гіллерштрассе (нім. Hillerstraße) на його честь, а в Клагенфурті-ам-Вертерзе було названо вулицю Йоганн-Гіллер-Штрассе. Казарми Гіллера в Ебельсберзі в Лінці, в безпосередній близькості від поля битви 3 травня 1809 року, також названо на його честь.